# Liliana Delfino
Liliana Delfino là một quân nhân người Argentina theo chủ nghĩa Mác. Cùng với chồng Mario Roberto Santucho, cô là một trong những người lãnh đạo của ERP, một tổ chức Marxist vũ trang. Cô đã bị quân đội bắt và giết năm 1976. Thi thể của cô chưa được tìm thấy.